# 马鹿竹
马鹿竹（学名：Yushania oblonga）为禾本科玉山竹属下的一个种。

## 扩展阅读
- 維基物種上的相關：马鹿竹